# Nati nel 1986/Marzo
| Questa pagina contiene informazioni ricavate automaticamente dalle voci biografiche con l'ausilio del template Bio e di un bot. L'aggiornamento è periodico e automatico e ricostruisce completamente la pagina. Se manca una persona in questa lista, sei pregato di non aggiungerla, ma accertati piuttosto che la sua voce biografica contenga il template Bio e che i dati anagrafici siano correttamente compilati. Se il template Bio manca, inseriscilo tu stesso o, in alternativa, metti l'avviso {{tmp\|Bio}} che ne segnala la mancanza. Se i dati riportati sono sbagliati, correggi direttamente la voce biografica; le modifiche saranno visibili in questa lista entro pochi giorni. Per chiarimenti vedi il progetto biografie. La lista contiene solo le 503 persone che sono citate nell'enciclopedia e per le quali è stato implementato correttamente il template Bio. Pagina aggiornata al 18 ago 2025. |

- 1º marzo - Maximiliano Bajter, ex calciatore uruguaiano
- 1º marzo - George Baysah, ex calciatore liberiano
- 1º marzo - Big E, wrestler statunitense
- 1º marzo - José Carvallo, calciatore peruviano
- 1º marzo - Ida Gard, cantante danese
- 1º marzo - Ayumu Gorōmaru, ex rugbista a 15 giapponese
- 1º marzo - Sylwia Jaśkowiec, ex fondista polacca
- 1º marzo - Ajsel Kujović, ex calciatore svedese
- 1º marzo - Radosław Marcinkiewicz, lottatore polacco
- 1º marzo - Jonathan Spector, ex calciatore statunitense
- 1º marzo - Oleh Yutgof, attore ucraino
- 1º marzo - Fabrizio Zambrella, ex calciatore svizzero
- 2 marzo - Ruslan Fomin, ex calciatore ucraino
- 2 marzo - Emiliano Fusco, ex calciatore argentino
- 2 marzo - Mathieu Giroux, pattinatore di velocità su ghiaccio canadese
- 2 marzo - Babacar Gueye, ex calciatore senegalese
- 2 marzo - Denis Halilović, allenatore di calcio e ex calciatore sloveno
- 2 marzo - Gry Tofte Ims, calciatrice norvegese
- 2 marzo - Petr Jiráček, calciatore ceco
- 2 marzo - Deniz Kadah, calciatore turco
- 2 marzo - Grzegorz Kosok, ex pallavolista polacco
- 2 marzo - Lorenzo Mata, ex cestista statunitense
- 2 marzo - Sam Messam, ex calciatore neozelandese
- 2 marzo - Ethan Peck, attore statunitense
- 2 marzo - Divij Sharan, tennista indiano
- 2 marzo - Jason Smith, ex cestista statunitense
- 3 marzo - Luis Carlos Cabezas, ex calciatore colombiano
- 3 marzo - Léo Costa, calciatore brasiliano
- 3 marzo - Denis Glavina, calciatore croato
- 3 marzo - Issama Mpeko, calciatore della Repubblica Democratica del Congo
- 3 marzo - Pauline Macabies, ex biatleta e fondista francese
- 3 marzo - Florian Marange, ex calciatore francese
- 3 marzo - Claudia Megrè, cantautrice e musicista italiana
- 3 marzo - Mehmet Topal, allenatore di calcio e ex calciatore turco
- 3 marzo - Mouhcine Moutouali, calciatore marocchino
- 3 marzo - Stacie Orrico, cantante statunitense
- 3 marzo - Antōnīs Rikka, ex calciatore greco
- 3 marzo - Maria Aurora Salvagno, velocista italiana
- 3 marzo - Juan Pablo Silveira, ex cestista uruguaiano
- 3 marzo - Edwin Soi, mezzofondista keniota
- 3 marzo - Patrick Steuerwald, allenatore di pallavolo e ex pallavolista tedesco
- 3 marzo - Daniel Tagoe, calciatore ghanese
- 3 marzo - Francesco Volpe, allenatore di calcio e ex calciatore italiano
- 4 marzo - Alexis Bœuf, ex biatleta e fondista francese
- 4 marzo - Pavel Časnoŭski, ex calciatore bielorusso
- 4 marzo - Dalton Castle, wrestler statunitense
- 4 marzo - Bronson Chama, calciatore zambiano
- 4 marzo - Amanda Collin, attrice danese
- 4 marzo - Annalisa Cucinotta, pistard e ex ciclista su strada italiana
- 4 marzo - Tom De Mul, ex calciatore e procuratore sportivo belga
- 4 marzo - Jérémie Durand, ex sciatore alpino francese
- 4 marzo - Audrey Esparza, attrice statunitense
- 4 marzo - Margo Harshman, attrice statunitense
- 4 marzo - Mike Krieger, imprenditore e informatico brasiliano
- 4 marzo - Srgian Luchin, ex calciatore rumeno
- 4 marzo - Park Min-young, attrice e modella sudcoreana
- 4 marzo - Pedro Quiñónez, ex calciatore ecuadoriano
- 4 marzo - Carlos Rentería, ex calciatore colombiano
- 4 marzo - Siim Roops, calciatore estone
- 4 marzo - Izkia Siches, politica e medica cilena
- 4 marzo - Bohdan Šust, ex calciatore ucraino
- 4 marzo - Theodōros Tripotserīs, ex calciatore greco
- 4 marzo - Ryan Wendell, giocatore di football americano statunitense
- 4 marzo - Pablo Zeballos, calciatore paraguaiano
- 5 marzo - Sebastián Balsas, ex calciatore uruguaiano
- 5 marzo - Alexandre Barthe, ex calciatore francese
- 5 marzo - Corey Brewer, allenatore di pallacanestro e ex cestista statunitense
- 5 marzo - Gonzalo Castillejos, calciatore argentino
- 5 marzo - Mikel Dañobeitia, ex calciatore spagnolo
- 5 marzo - Magdalena Eisath, ex sciatrice alpina italiana
- 5 marzo - Matty Fryatt, ex calciatore inglese
- 5 marzo - Robert Förstemann, pistard tedesco
- 5 marzo - Walid Hichri, calciatore tunisino
- 5 marzo - Cedric Jackson, ex cestista statunitense
- 5 marzo - Adem Kılıççı, pugile turco
- 5 marzo - Diego Lagos, ex calciatore argentino
- 5 marzo - Sarah J. Maas, scrittrice statunitense
- 5 marzo - Dominique McElligott, attrice irlandese
- 5 marzo - Pascal Millien, ex calciatore haitiano
- 5 marzo - Mika Newton, cantante ucraina
- 5 marzo - Kingsley Onuegbu, calciatore nigeriano
- 5 marzo - Carlos Quintero, ex ciclista su strada e pistard colombiano
- 5 marzo - Antony Robic, calciatore francese
- 5 marzo - Ariel Romero, hockeista su pista argentino
- 5 marzo - Shikabala, ex calciatore egiziano
- 6 marzo - Paul Aguilar, ex calciatore messicano
- 6 marzo - Jake Arrieta, ex giocatore di baseball statunitense
- 6 marzo - Mohammed Ayash, calciatore yemenita
- 6 marzo - Nahuel Pérez Biscayart, attore argentino
- 6 marzo - Ginny Blackmore, cantautrice neozelandese
- 6 marzo - Evan Bush, calciatore statunitense
- 6 marzo - Francisco Cervelli, ex giocatore di baseball venezuelano
- 6 marzo - Federica Dieni, politica italiana
- 6 marzo - Maria Dunn, lottatrice statunitense
- 6 marzo - Juan Figueroa, allenatore di pallavolo e ex pallavolista portoricano
- 6 marzo - Anthony Gonçalves, calciatore francese
- 6 marzo - Dominic Inglot, ex tennista britannico
- 6 marzo - Tim Janssen, ex calciatore olandese
- 6 marzo - Kim Bo-mi, ex cestista sudcoreana
- 6 marzo - Stephen King, ex calciatore statunitense
- 6 marzo - Veera Kinnunen, ballerina e coreografa svedese
- 6 marzo - Eli Marienthal, attore e doppiatore statunitense
- 6 marzo - Naser Masood, calciatore emiratino
- 6 marzo - Charlie Mulgrew, ex calciatore scozzese
- 6 marzo - Matteo Piccinni, calciatore italiano
- 6 marzo - Lucas Saatkamp, pallavolista brasiliano
- 6 marzo - Nick Thoman, ex nuotatore statunitense
- 6 marzo - Jonathan Vila, ex calciatore spagnolo
- 6 marzo - Avdija Vršajević, ex calciatore bosniaco
- 7 marzo - Carlos Blanco Pérez, egittologo, filosofo e orientalista spagnolo
- 7 marzo - Mona Fastvold, regista e sceneggiatrice norvegese
- 7 marzo - Charly Kalsanei, calciatore vanuatuano
- 7 marzo - Pavel Kočetkov, ex ciclista su strada russo
- 7 marzo - Matías Lara, giocatore di calcio a 5 argentino
- 7 marzo - David Macias, allenatore di baseball statunitense
- 7 marzo - Tywain McKee, cestista statunitense
- 7 marzo - Ivana Miloš, pallavolista croata
- 7 marzo - Pëtr Moiseev, bobbista russo
- 7 marzo - Ėl'šod Rasulov, pugile uzbeko
- 7 marzo - Rodrigo Suárez Peña, ex calciatore spagnolo
- 7 marzo - Álex Somoza, ex calciatore andorrano
- 7 marzo - Markus Steinhöfer, ex calciatore tedesco
- 7 marzo - Natko Zrnčić-Dim, ex sciatore alpino croato
- 8 marzo - Marija Borodakova, ex pallavolista russa
- 8 marzo - Şamil Cinaz, ex calciatore turco
- 8 marzo - Aurélien Collin, ex calciatore francese
- 8 marzo - Chad Gable, wrestler e ex lottatore statunitense
- 8 marzo - Ayanda Gcaba, calciatore sudafricano
- 8 marzo - Lena Goeßling, ex calciatrice tedesca
- 8 marzo - Steffen Hagen, calciatore norvegese
- 8 marzo - Kim Seon-ho, attore sudcoreano
- 8 marzo - Aleksandr Kïslïcın, calciatore kazako
- 8 marzo - James Mays, ex cestista e allenatore di pallacanestro statunitense
- 8 marzo - Chimanguinho, giocatore di calcio a 5 brasiliano
- 8 marzo - Thomas Morstead, giocatore di football americano statunitense
- 8 marzo - Luca Nizzetto, ex calciatore italiano
- 8 marzo - Lassad Nouioui, ex calciatore francese
- 8 marzo - Damien Perquis, ex calciatore francese
- 8 marzo - Ante Rožić, ex calciatore australiano
- 8 marzo - Maxime Vantomme, ciclista su strada belga
- 8 marzo - Rafael Ramos de Lima, ex calciatore brasiliano
- 8 marzo - Tsuguko di Takamado, principessa giapponese
- 9 marzo - Dušan Alimpijević, allenatore di pallacanestro serbo
- 9 marzo - Bryan Bickell, ex hockeista su ghiaccio canadese
- 9 marzo - Damien Brunner, ex hockeista su ghiaccio svizzero
- 9 marzo - Camilo, calciatore brasiliano
- 9 marzo - Dyson Falzon, ex calciatore maltese
- 9 marzo - Jana Jordan, ex attrice pornografica statunitense
- 9 marzo - Anna Kulíšková, sciatrice alpina ceca
- 9 marzo - Patrick Mbeu, ex calciatore ruandese
- 9 marzo - Timur Mirošnyčenko, conduttore televisivo ucraino
- 9 marzo - Gevorg Nranyan, ex calciatore armeno
- 9 marzo - Paulo Obradović, pallanuotista croato
- 9 marzo - Hossam Ashour, ex calciatore egiziano
- 9 marzo - Kentarō Seki, ex calciatore giapponese
- 9 marzo - Brittany Snow, attrice statunitense
- 9 marzo - İvan Yefremov, sollevatore uzbeko
- 9 marzo - Lin Yu Chun, cantante e musicista taiwanese
- 9 marzo - Svetlana Školina, altista russa
- 10 marzo - Miroslav Antonov, calciatore bulgaro
- 10 marzo - Samuele Avallone, pallanuotista italiano
- 10 marzo - Giulia Lippi, attrice italiana
- 10 marzo - Anthony Losilla, calciatore francese
- 10 marzo - Jerry Pollastrone, hockeista su ghiaccio statunitense
- 10 marzo - Eleonora Sarti, arciera italiana
- 10 marzo - Vadim Schneider, attore francese († 2003)
- 10 marzo - Oscar Vera, ex calciatore messicano
- 10 marzo - Sergej Širokov, hockeista su ghiaccio russo
- 11 marzo - Silvia Acosta, attrice, ballerina e modella spagnola
- 11 marzo - Cindy Billaud, ostacolista francese
- 11 marzo - Dario Cologna, fondista svizzero
- 11 marzo - Samson Dauda, culturista nigeriano
- 11 marzo - Patrick Galbraith, hockeista su ghiaccio danese|PostNazionalità=di ruolo portiere
- 11 marzo - Jorge Morcillo, calciatore spagnolo
- 11 marzo - Bruno Guimarães Pinho Azevedo, ex calciatore portoghese
- 11 marzo - Jeremy Hefner, allenatore di baseball e ex giocatore di baseball statunitense
- 11 marzo - Tomáš Košický, calciatore slovacco
- 11 marzo - Valerio Lundini, autore televisivo, comico e conduttore televisivo italiano
- 11 marzo - Claudio Pani, dirigente sportivo e ex calciatore italiano
- 11 marzo - Arizona Reid, ex cestista statunitense
- 11 marzo - Danish Renzu, regista, sceneggiatore e produttore cinematografico indiano
- 11 marzo - Benjamín Urdapilleta, rugbista a 15 argentino
- 11 marzo - Dóra Varga, schermitrice ungherese
- 11 marzo - Wang Xiaolong, calciatore cinese
- 11 marzo - Amanda Weir, nuotatrice statunitense
- 12 marzo - Martynas Andriuškevičius, ex cestista lituano
- 12 marzo - Campbell Best, calciatore cookese
- 12 marzo - Julien Bestron, ex cestista francese
- 12 marzo - Josip Brezovec, ex calciatore croato
- 12 marzo - Oleh Dopilka, ex calciatore ucraino
- 12 marzo - Danny Jones, musicista britannico
- 12 marzo - Cayenne Klein, attrice pornografica ungherese
- 12 marzo - Amparo López Jiménez, ex giocatrice di calcio a 5 spagnola
- 12 marzo - Chantel McGregor, cantautrice e chitarrista britannica
- 12 marzo - Sebastián Montesinos, ex calciatore cileno
- 12 marzo - Ben Offereins, velocista australiano
- 12 marzo - Giona Ostinelli, compositore e polistrumentista svizzero
- 12 marzo - Ciro Priello, attore, personaggio televisivo e youtuber italiano
- 12 marzo - Giuseppe Ragone, attore italiano
- 12 marzo - František Rajtoral, calciatore ceco († 2017)
- 13 marzo - Abdulmalek Al-Khaibri, ex calciatore saudita
- 13 marzo - Gillian Alexy, attrice australiana
- 13 marzo - Martin Bengtsson, ex calciatore svedese
- 13 marzo - Kris Chucko, ex hockeista su ghiaccio canadese
- 13 marzo - Valentina Corneli, politica italiana
- 13 marzo - Shunsuke Daitō, attore giapponese
- 13 marzo - Alberto De Marchi, ex rugbista a 15 e dirigente sportivo italiano
- 13 marzo - Rose Elinor Dougall, cantante, cantautrice e musicista britannica
- 13 marzo - Juan Pablo Figueroa, cestista argentino
- 13 marzo - Simon Geschke, ex ciclista su strada tedesco
- 13 marzo - Nicolas Giani, calciatore italiano
- 13 marzo - Henry Giménez, calciatore uruguaiano
- 13 marzo - Dmitrij Gruzdev, ciclista su strada kazako
- 13 marzo - Ahmad Hatifie, calciatore statunitense
- 13 marzo - Andreja Klepač, tennista slovena
- 13 marzo - Endre Martin Midtstigen, attore norvegese
- 13 marzo - Roberta Morise, showgirl e ex modella italiana
- 13 marzo - Ahmed Mujdragić, ex calciatore serbo
- 13 marzo - Rykka, cantante canadese
- 13 marzo - Mike Scott, ex cestista statunitense
- 13 marzo - Hee Seo, danzatrice sudcoreana
- 13 marzo - Satoshi Shimizu, pugile giapponese
- 13 marzo - Jorge Suárez Carbajal, musicista spagnolo
- 13 marzo - Julija Tarasova, ex multiplista e lunghista uzbeka
- 13 marzo - Jeremy Wise, ex cestista statunitense
- 13 marzo - Aleksandr Čechirkin, lottatore russo
- 14 marzo - Corey Ashe, ex calciatore statunitense
- 14 marzo - Jamie Bell, attore e ex ballerino britannico
- 14 marzo - Matthias Bieber, hockeista su ghiaccio svizzero
- 14 marzo - Jessica Gallagher, sciatrice alpina, atleta paralimpica e paraciclista australiana
- 14 marzo - Lokesh Kanagaraj, regista e sceneggiatore indiano
- 14 marzo - Ivan Scarponi, cestista italiano
- 14 marzo - Nelson Sossa, calciatore boliviano
- 14 marzo - Ederson Tormena, ex calciatore brasiliano
- 14 marzo - Youssouf Touré, calciatore francese
- 14 marzo - Srđan Živković, ex cestista serbo
- 14 marzo - Márcio de Souza Gregório Júnior, ex calciatore brasiliano
- 15 marzo - Simone Aresti, ex calciatore italiano
- 15 marzo - Ouidad Bakkali, politica marocchina
- 15 marzo - Serkan Çalık, ex calciatore tedesco
- 15 marzo - Jai Courtney, attore australiano
- 15 marzo - Nicolás Crovetto, ex calciatore cileno
- 15 marzo - Tamara Fernando, ballerina e modella francese
- 15 marzo - Jannik Hansen, ex hockeista su ghiaccio danese
- 15 marzo - Megumi Kamionobe, calciatrice giapponese
- 15 marzo - Jakob Orlov, ex calciatore svedese
- 15 marzo - Jevgeni Ossinovski, politico estone
- 15 marzo - Tomislav Pajović, ex calciatore serbo
- 15 marzo - Sujirat Pookkham, giocatrice di badminton tailandese
- 15 marzo - Silvija Popović, pallavolista serba
- 15 marzo - Natalie Prass, cantante e cantautrice statunitense
- 15 marzo - Carlos Rivera, attore e cantante messicano
- 15 marzo - Haidar Sabah, calciatore iracheno
- 15 marzo - Raffaele Schiavi, allenatore di calcio e ex calciatore italiano
- 15 marzo - Lorenzo Suding, mountain biker italiano
- 16 marzo - Demerson, allenatore di calcio e ex calciatore brasiliano
- 16 marzo - Lucia Crisanti, ex pallavolista italiana
- 16 marzo - Alexandra Daddario, attrice statunitense
- 16 marzo - Toney Douglas, cestista statunitense
- 16 marzo - Kenny Dykstra, dirigente sportivo e ex wrestler statunitense
- 16 marzo - Albert Fontet, ex cestista spagnolo
- 16 marzo - Neil Gray, politico scozzese
- 16 marzo - Davor Kukec, calciatore croato
- 16 marzo - Mai Tiến Thành, calciatore vietnamita
- 16 marzo - Bernard Parker, ex calciatore sudafricano
- 16 marzo - Scarda, cantautore italiano
- 16 marzo - Boaz Solossa, calciatore indonesiano
- 16 marzo - Daisuke Takahashi, ex pattinatore artistico su ghiaccio giapponese
- 16 marzo - Dušan Veškovac, ex calciatore serbo
- 16 marzo - Ricardo de Burgos Bengoetxea, arbitro di calcio spagnolo
- 17 marzo - Alexander Breidvik, ex calciatore norvegese
- 17 marzo - Mikaël Cherel, ex ciclista su strada francese
- 17 marzo - Lilleman, rapper svedese
- 17 marzo - Chris Davis, ex giocatore di baseball statunitense
- 17 marzo - Edin Džeko, calciatore bosniaco
- 17 marzo - Felipe Santana, ex calciatore brasiliano
- 17 marzo - Miles Kane, cantante e chitarrista britannico
- 17 marzo - Akaki Khubutia, ex calciatore georgiano
- 17 marzo - David Laliberté, ex hockeista su ghiaccio canadese
- 17 marzo - Olivier N'Siabamfumu, ex calciatore francese
- 17 marzo - Nick Newell, artista marziale misto statunitense
- 17 marzo - Jeremy Pargo, cestista statunitense
- 17 marzo - Eugen Polanski, ex calciatore tedesco
- 17 marzo - Olesya Rulin, attrice, pianista e modella russa
- 17 marzo - Silke Spiegelburg, astista tedesca
- 17 marzo - Adrián Sáez, ex ciclista su strada spagnolo
- 17 marzo - Hiroyuki Takasaki, calciatore giapponese
- 17 marzo - Zach Villa, attore e musicista statunitense
- 17 marzo - Patrick Wright, ex sciatore alpino canadese
- 18 marzo - Lyndon Antoine, ex calciatore grenadino
- 18 marzo - Aleksandr But'ko, pallavolista bielorusso
- 18 marzo - Simon Curtis, cantante e attore statunitense
- 18 marzo - Everton Fernando Gilio, ex calciatore brasiliano
- 18 marzo - Dejan Ivanov, ex cestista bulgaro
- 18 marzo - Kalojan Ivanov, cestista bulgaro
- 18 marzo - Jaba K'ank'ava, calciatore georgiano
- 18 marzo - Lykke Li, cantautrice e musicista svedese
- 18 marzo - Richie Malone, chitarrista irlandese
- 18 marzo - Shai Maymon, ex calciatore israeliano
- 18 marzo - Aislinn Derbez, attrice e modella messicana
- 18 marzo - Mike Nelson, ex cestista statunitense
- 18 marzo - Vitalij Havryš, ex calciatore ucraino
- 18 marzo - Cory Schneider, hockeista su ghiaccio statunitense
- 18 marzo - Valentina Truppa, cavallerizza italiana
- 18 marzo - Apisalome Tuvura, calciatore figiano
- 18 marzo - Eric Wood, ex giocatore di football americano statunitense
- 19 marzo - Ahmad Bradshaw, ex giocatore di football americano statunitense
- 19 marzo - Daniel Dillon, ex cestista australiano
- 19 marzo - Papa Kouli Diop, ex calciatore senegalese
- 19 marzo - Michael Drayer, attore statunitense
- 19 marzo - Sophie Ferguson, ex tennista australiana
- 19 marzo - Stefan Guay, allenatore di sci alpino e ex sciatore alpino canadese
- 19 marzo - Leonardo José Aparecido Moura, ex calciatore brasiliano
- 19 marzo - Omar Mouhli, cestista tunisino
- 19 marzo - Veronica Piris, cantante italiana
- 19 marzo - Michael Sablatnik, ex sciatore alpino austriaco
- 19 marzo - Susanne Sundfør, cantautrice, compositrice e produttrice discografica norvegese
- 19 marzo - Anna V'jalicyna, modella russa
- 20 marzo - Rok Benkovič, ex saltatore con gli sci sloveno
- 20 marzo - Roberta Casile, calciatrice italiana
- 20 marzo - Jonathan Delaplace, ex calciatore francese
- 20 marzo - Aljaksandr Dzegcjaroŭ, ex calciatore bielorusso
- 20 marzo - Andrés Forray, cestista argentino
- 20 marzo - Dean Geyer, attore e cantante sudafricano
- 20 marzo - Beñat Intxausti, ex ciclista su strada spagnolo
- 20 marzo - Julián Magallanes, ex calciatore argentino
- 20 marzo - Maxime Martin, pilota automobilistico belga
- 20 marzo - Lucas Ocampo, pallavolista argentino
- 20 marzo - Ruby Rose, conduttrice televisiva, attrice e modella australiana
- 20 marzo - Mackorel Sampeur, calciatore haitiano
- 20 marzo - Maria Enrica Spacca, velocista italiana
- 20 marzo - Román Torres, calciatore panamense
- 20 marzo - Cliff Valcin, calciatore santaluciano
- 20 marzo - Juninho, ex calciatore brasiliano
- 21 marzo - Romanos Alyfantis, nuotatore greco
- 21 marzo - Giulia Arcioni, velocista italiana
- 21 marzo - Scott Eastwood, attore statunitense
- 21 marzo - David Elebert, ex calciatore irlandese
- 21 marzo - Xabi Irureta, calciatore spagnolo
- 21 marzo - Joseph Jones, ex cestista statunitense
- 21 marzo - Asghar Kardoust, cestista iraniano
- 21 marzo - Nikoléta Kiriakopoúlou, astista greca
- 21 marzo - Germán Lanaro, ex calciatore argentino
- 21 marzo - Derrick Low, ex cestista statunitense
- 21 marzo - Sara Magnaguagno, calciatrice italiana
- 21 marzo - Sajjad Mehrabi, pugile iraniano
- 21 marzo - Reza Moradkhani, pugile iraniano
- 21 marzo - Mr. Ketra, disc jockey e produttore discografico italiano
- 21 marzo - Pio Palu, calciatore tongano
- 21 marzo - Michu, dirigente sportivo e ex calciatore spagnolo
- 21 marzo - Oshin Sahakian, ex cestista iraniano
- 21 marzo - Franz Schiemer, dirigente sportivo, allenatore di calcio e ex calciatore austriaco
- 21 marzo - David Solari, ex calciatore colombiano
- 21 marzo - Garth Ziegler, ex rugbista a 15 zimbabwese
- 22 marzo - Andrew Barisic, calciatore australiano
- 22 marzo - Bruno Correa, ex calciatore brasiliano
- 22 marzo - Riccardo De Luca, pentatleta italiano
- 22 marzo - Eddie Dennis, wrestler e docente gallese
- 22 marzo - Dexter Fowler, giocatore di baseball statunitense
- 22 marzo - Hiroko Tsuji, cantante giapponese
- 22 marzo - Jeon Bo-ram, cantante e attrice sudcoreana
- 22 marzo - Jiří Krejčí, calciatore ceco
- 22 marzo - Kamila Lićwinko, altista polacca
- 22 marzo - Davide Nicoletti, allenatore di hockey su ghiaccio e ex hockeista su ghiaccio canadese
- 22 marzo - Simon Norrsveden, cantante svedese
- 22 marzo - Amy Studt, cantautrice britannica
- 22 marzo - Zhang Wenxiu, martellista cinese
- 23 marzo - Mohamed Musa Ali, calciatore qatariota
- 23 marzo - Fabián Assmann, ex calciatore argentino
- 23 marzo - Ruslana Cychoc'ka, triplista ucraina
- 23 marzo - Denis Dmitriev, pistard russo
- 23 marzo - Andrea Dovizioso, pilota motociclistico italiano
- 23 marzo - Brett Eldredge, cantautore statunitense
- 23 marzo - Eyong Enoh, ex calciatore camerunese
- 23 marzo - Erika Ferraioli, ex nuotatrice italiana
- 23 marzo - Ben Rappaport, attore statunitense
- 23 marzo - Olexandr Sadovyy, pallanuotista ucraino
- 23 marzo - Frédéric Sammaritano, ex calciatore francese
- 23 marzo - Radostina Slavova, ex cestista bulgara
- 23 marzo - Steven Strait, attore statunitense
- 23 marzo - Juan Varea, ex calciatore argentino
- 24 marzo - Jérôme Brisard, arbitro di calcio francese
- 24 marzo - Nathalia Dill, attrice brasiliana
- 24 marzo - Dylan Hartley, ex rugbista a 15 neozelandese
- 24 marzo - Kōhei Hirate, pilota automobilistico giapponese
- 24 marzo - Paul Koulibaly, ex calciatore burkinabé
- 24 marzo - Pan Pierre Koulibaly, calciatore burkinabé
- 24 marzo - Lucie Lucas, attrice e modella francese
- 24 marzo - Matthias Martelli, attore teatrale e drammaturgo italiano
- 24 marzo - Anthony McMahon, allenatore di calcio e ex calciatore inglese
- 24 marzo - Tshitenge Mukandila, calciatore della Repubblica Democratica del Congo († 2010)
- 24 marzo - Anxhela Peristeri, cantante albanese
- 24 marzo - Pavel Trenichin, velocista russo
- 24 marzo - Jacob Varner, lottatore statunitense
- 25 marzo - Bruno Henrique Fortunato Aguiar, calciatore brasiliano
- 25 marzo - Marco Belinelli, cestista italiano
- 25 marzo - Jeremy Hazell, ex cestista statunitense
- 25 marzo - Nora Istrefi, cantante kosovara
- 25 marzo - Krzysztof Janus, calciatore polacco
- 25 marzo - Tobias Kammerlander, ex combinatista nordico austriaco
- 25 marzo - Mensur Kurtiši, calciatore macedone
- 25 marzo - Adrian Leijer, ex calciatore australiano
- 25 marzo - Kyle Lowry, cestista statunitense
- 25 marzo - Marianna Masoni, pallavolista italiana
- 25 marzo - Güldeniz Önal, pallavolista turca
- 25 marzo - Daniel Panizzolo, ex calciatore svizzero
- 25 marzo - Eduardo Ramos Martins, ex calciatore brasiliano
- 25 marzo - René Rougeau, cestista statunitense
- 26 marzo - Abraham Alechenwu, procuratore sportivo e ex calciatore nigeriano
- 26 marzo - Danita Angell, supermodella statunitense
- 26 marzo - Maxime Biset, ex calciatore belga
- 26 marzo - Fernando De la Fuente, ex calciatore argentino
- 26 marzo - Brahim El Bahri, calciatore marocchino
- 26 marzo - Jessica Hart, supermodella australiana
- 26 marzo - Ellen Hoog, ex hockeista su prato olandese
- 26 marzo - Hwang Youn-joo, pallavolista sudcoreana
- 26 marzo - Rob Kearney, rugbista a 15 irlandese
- 26 marzo - Henrik L'Abée-Lund, ex biatleta norvegese
- 26 marzo - Nabeel Abbas, calciatore iracheno
- 26 marzo - Emma Laine, allenatrice di tennis e ex tennista finlandese
- 26 marzo - Collette McCallum, ex calciatrice australiana
- 26 marzo - Jessica McClure, statunitense
- 26 marzo - Markus Neumayr, allenatore di calcio e ex calciatore tedesco
- 26 marzo - Nikolaj Øris Nielsen, pallamanista danese
- 26 marzo - Blažo Rajović, ex calciatore montenegrino
- 26 marzo - Mario Rondón, ex calciatore venezuelano
- 26 marzo - Lluís Sastre, ex calciatore spagnolo
- 26 marzo - Misty Stone, attrice pornografica statunitense
- 26 marzo - Valentina Tirozzi, pallavolista italiana
- 26 marzo - Yésica Toscanini, modella argentina
- 26 marzo - Fabricio Vay, cestista argentino
- 26 marzo - Paul Voss, ex ciclista su strada tedesco
- 26 marzo - Yung L.A., rapper statunitense
- 27 marzo - Marco Filippucci, ex rugbista a 15 italiano
- 27 marzo - Boris Gračëv, scacchista russo
- 27 marzo - David Jurčenko, ex calciatore russo
- 27 marzo - Chris Lofton, ex cestista statunitense
- 27 marzo - Sam Minar, calciatore cambogiano
- 27 marzo - Rosario Miraggio, cantante italiano
- 27 marzo - Manuel Neuer, calciatore tedesco
- 27 marzo - Chen Nusel, ex cestista israeliana
- 27 marzo - Simone Näf, schermitrice svizzera
- 27 marzo - Marcus Pode, calciatore svedese
- 27 marzo - Pedro Solberg, giocatore di beach volley brasiliano
- 27 marzo - Doria Tillier, attrice francese
- 27 marzo - SoCal Val, modella statunitense
- 27 marzo - Jinelle Zaugg-Siergiej, hockeista su ghiaccio statunitense
- 27 marzo - Ivan Čupić, ex pallamanista e allenatore di pallamano croato
- 28 marzo - Mustafa Ali, wrestler statunitense
- 28 marzo - Habib Bellaïd, ex calciatore francese
- 28 marzo - Bowe Bergdahl, militare statunitense
- 28 marzo - Lady Gaga, cantautrice, compositrice e attrice statunitense
- 28 marzo - Emir Janjoš, ex calciatore bosniaco
- 28 marzo - J-Kwon, rapper statunitense
- 28 marzo - Kim Yoon-seo, attrice sudcoreana
- 28 marzo - Naoshi Komi, fumettista giapponese
- 28 marzo - Alberto Lucchese, ex rugbista a 15 italiano
- 28 marzo - Edward Ofere, ex calciatore nigeriano
- 28 marzo - Meaghan Oppenheimer, sceneggiatrice statunitense
- 28 marzo - Adaílson Pereira Coelho, calciatore brasiliano
- 28 marzo - Nikola Petković, ex calciatore serbo
- 28 marzo - Amaia Salamanca, attrice e modella spagnola
- 28 marzo - Barbora Strýcová, ex tennista ceca
- 28 marzo - Yang Dong-hyun, ex calciatore sudcoreano
- 29 marzo - Yuri Alvear, judoka colombiana
- 29 marzo - Nemanja Arsenijević, ex calciatore serbo
- 29 marzo - Leonel Batista, ex cestista cubano
- 29 marzo - Pablo Belsito, giocatore di calcio a 5 argentino
- 29 marzo - Alen Blažević, pallamanista croato
- 29 marzo - Xabier Castillo, ex calciatore spagnolo
- 29 marzo - Sylvan Ebanks-Blake, ex calciatore inglese
- 29 marzo - Luke Eberl, attore, regista e sceneggiatore statunitense
- 29 marzo - Michael Fucito, ex calciatore statunitense
- 29 marzo - Denys Jakovlev, ex cestista ucraino
- 29 marzo - Jardel Nivaldo Vieira, ex calciatore brasiliano
- 29 marzo - Cheikh N'Doye, calciatore senegalese
- 29 marzo - Romina Oprandi, allenatrice di tennis e ex tennista italiana
- 29 marzo - Cole Skuse, allenatore di calcio e ex calciatore inglese
- 29 marzo - Ivan Uchov, altista russo
- 30 marzo - Beni, cantante giapponese
- 30 marzo - Milton Benítez, ex calciatore paraguaiano
- 30 marzo - Edgar Bernhardt, calciatore kirghiso
- 30 marzo - Grégory Bettiol, ex calciatore francese
- 30 marzo - Manuel Bompard, politico francese
- 30 marzo - Tyrone Brazelton, ex cestista statunitense
- 30 marzo - Mieke Cabout, pallanuotista olandese
- 30 marzo - Gary Coulibaly, ex calciatore francese
- 30 marzo - Ryan Donk, ex calciatore olandese
- 30 marzo - Tessa Ferrer, attrice statunitense
- 30 marzo - Andreas Lutz, ex hockeista su ghiaccio italiano
- 30 marzo - Jamie McDonnell, pugile inglese
- 30 marzo - Sergio Ramos, calciatore spagnolo
- 30 marzo - Elisabetta Ripani, politica italiana
- 30 marzo - Yanelis Santos, pallavolista cubana
- 30 marzo - Rudeejay, disc jockey, produttore discografico e conduttore radiofonico italiano
- 30 marzo - Žygis Šeštokas, ex cestista lituano
- 31 marzo - Andreas Dober, ex calciatore austriaco
- 31 marzo - Egoitz García, ex ciclista su strada spagnolo
- 31 marzo - Paulo Machado, ex calciatore portoghese
- 31 marzo - Miloš Nikić, pallavolista serbo
- 31 marzo - Diego Pellegrino, ex calciatore argentino
- 31 marzo - Stevan Reljić, ex calciatore montenegrino
- 31 marzo - Benjamin Swain, tuffatore britannico